# Leismühle
Leismühle (früher auch Leißmühl oder Leußmühle genannt) ist ein Gemeindeteil der Gemeinde Haag im Landkreis Bayreuth (Oberfranken, Bayern). Leismühle liegt in der Gemarkung Haag.

## Geografie
Die Einöde liegt am Bocksrückbach, einem rechten Zufluss des Gosenbachs. Dieser speist westlich des Ortes eine Weiherkette. Im Osten steigt das Gelände zum Bocksrücken (502 m ü. NHN) an, einer Erhebung der nördlichen Fränkischen Schweiz, die im Forst Thiergarten liegt. Ein landwirtschaftlicher Verkehrsweg führt nach Bocksrück (0,5 km nordöstlich) bzw. zur Bockmühle (0,7 km nordwestlich).

## Geschichte
Die Mühle betrieb ursprünglich ein Hammerwerk. Bereits 1668 wurde dort mit dem Anbau von Kartoffeln begonnen.
Leismühle gehörte zur Realgemeinde Haag. Gegen Ende des 18. Jahrhunderts bestand Leismühle aus einem Anwesen. Die Hochgerichtsbarkeit stand dem bayreuthischen Stadtvogteiamt Creußen zu. Das bayreuthische Amt Unternschreez war Grundherr der Mühle mit einem Mahl- und Schneidgang.
Von 1797 bis 1810 unterstand der Ort dem Justiz- und Kammeramt Bayreuth. Mit dem Gemeindeedikt wurde Leismühle dem 1812 gebildeten Steuerdistrikt Haag und der zugleich gebildeten Ruralgemeinde Haag zugewiesen.

### Einwohnerentwicklung
| Jahr      | 001801 | 001819 | 001822 | 001861 | 001871 | 001885 | 001900 | 001925 | 001950 | 001961 | 001970 | 001987 |
| Einwohner | 5      | *      | 4      | 7      | 7      | 9      | 6      | 5      | 7      | 5      | 3      | 2      |
| Häuser    |        |        | 1      |        |        | 1      | 1      | 1      | 1      | 1      |        | 1      |
| Quelle    | [ 2 ]  | [ 10 ] | [ 7 ]  | [ 11 ] | [ 12 ] | [ 13 ] | [ 14 ] | [ 15 ] | [ 16 ] | [ 17 ] | [ 18 ] | [ 1 ]  |

## Religion
Leismühle ist seit der Reformation evangelisch-lutherisch geprägt und nach St. Katharina (Haag) gepfarrt.